# ميس مذنب
ميس مذنب (الاسم العلمي:Celtis caudata) هو نوع من النباتات يتبع جنس الميس من الفصيلة القنبية.